# دولت أباد (فراهان)
دولت أباد (بالفارسية: دولت‌آباد) هي قرية تقع في مركزي في إيران. يقدر عدد سكانها بـ 83 نسمة بحسب إحصاء 2016.